# Archlebov
Archlebov (deutsch Archlebau) ist eine Gemeinde im Okres Hodonín, Jihomoravský kraj, Tschechien. Auf 1332 Hektar leben 872 Einwohner (Stand 1. Januar 2023). Der größte Wirtschaftsfaktor ist der Weinbau und die Herstellung von Ostereiern.

## Geographie
Archlebov befindet sich 14 Kilometer von Hodonín entfernt, bis Brünn sind es 20 Kilometer. Archlebov grenzt an Dražůvky, Uhřice u Kyjova,  Žarošice, Ždánice und Želetice u Kyjova. Durch die Gemeinde verläuft die Silnice I/54.

## Geschichte
Die erste Erwähnung stammt aus dem Jahr 1349 unter dem Namen Artlebau. 1356 wurde der Ort als Hartlebow erwähnt. Es wird heute davon ausgegangen, dass sich der Ortsname vom deutschen Namen Hartleib bzw. Hartleb ableitet und vermutlich ursprünglich Hartlebshof oder Hartlebsau lautete. 1437 wurde das Dorf zur Stadt ernannt, im 16. Jahrhundert gehörte es zur Herrschaft Ždánice.

## Ortsteile
- Archlebov

## Bevölkerungsentwicklung
| Jahr      | 1869 | 1880 | 1890 | 1900 | 1910 | 1921 | 1930 | 1950 | 1961 | 1970 | 1980 | 1991 | 2001 | 2011 | 2021 |
| --------- | ---- | ---- | ---- | ---- | ---- | ---- | ---- | ---- | ---- | ---- | ---- | ---- | ---- | ---- | ---- |
| Einwohner | 994  | 1128 | 1184 | 1214 | 1278 | 1327 | 1262 | 1192 | 1288 | 1142 | 1002 | 906  | 908  | 850  | 842  |

## Sehenswürdigkeiten
- In der Nähe des Marktplatzes wurde 1447 zunächst eine Kapelle, später 1729 die Pfarrkirche des Hl. Rochus und Sebastian erbaut.
- Das Dorf pflegt mit über 200 Trachtenträgern den historischen volkstümlichen Charakter.

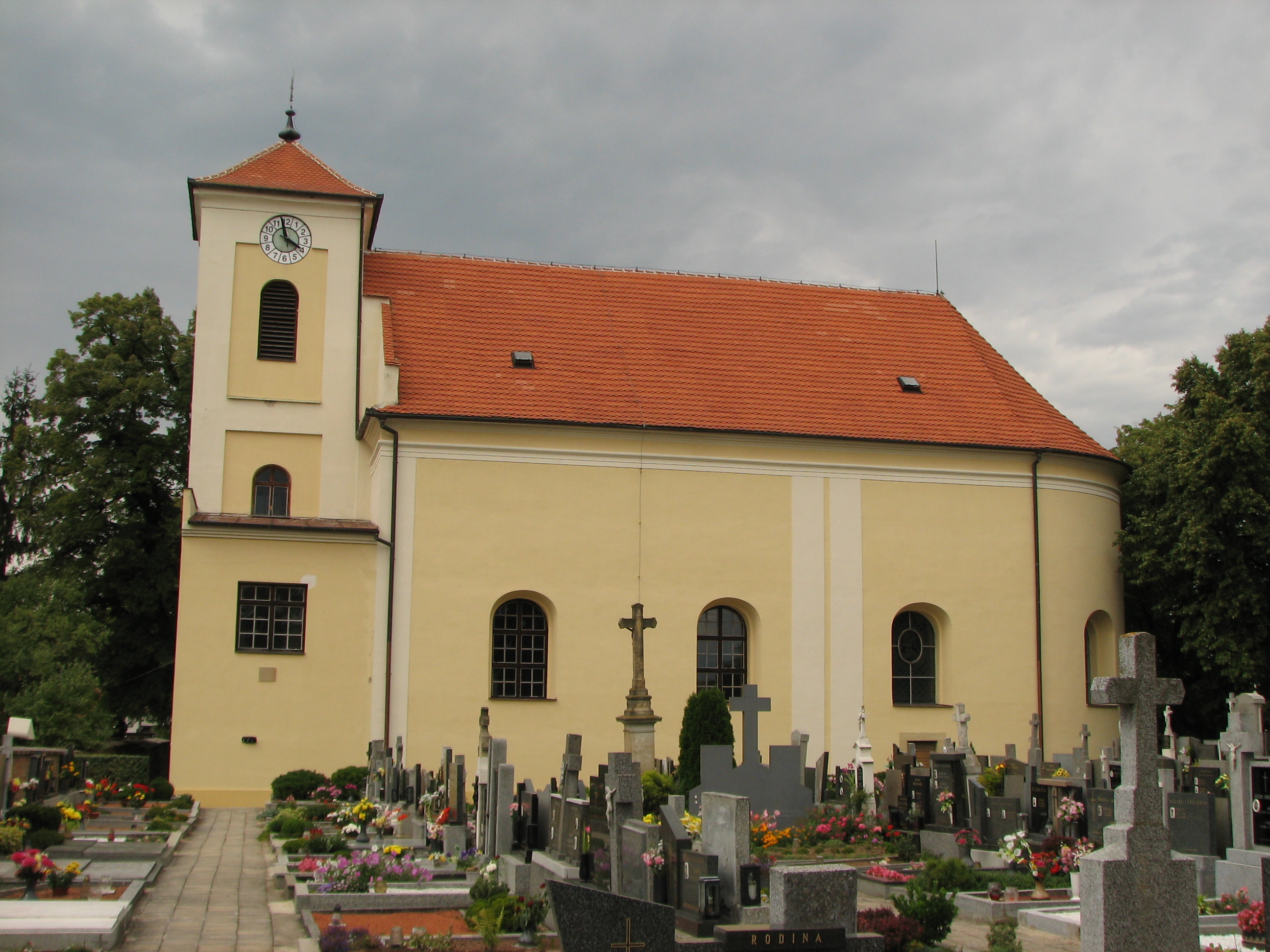
Pfarrkirche
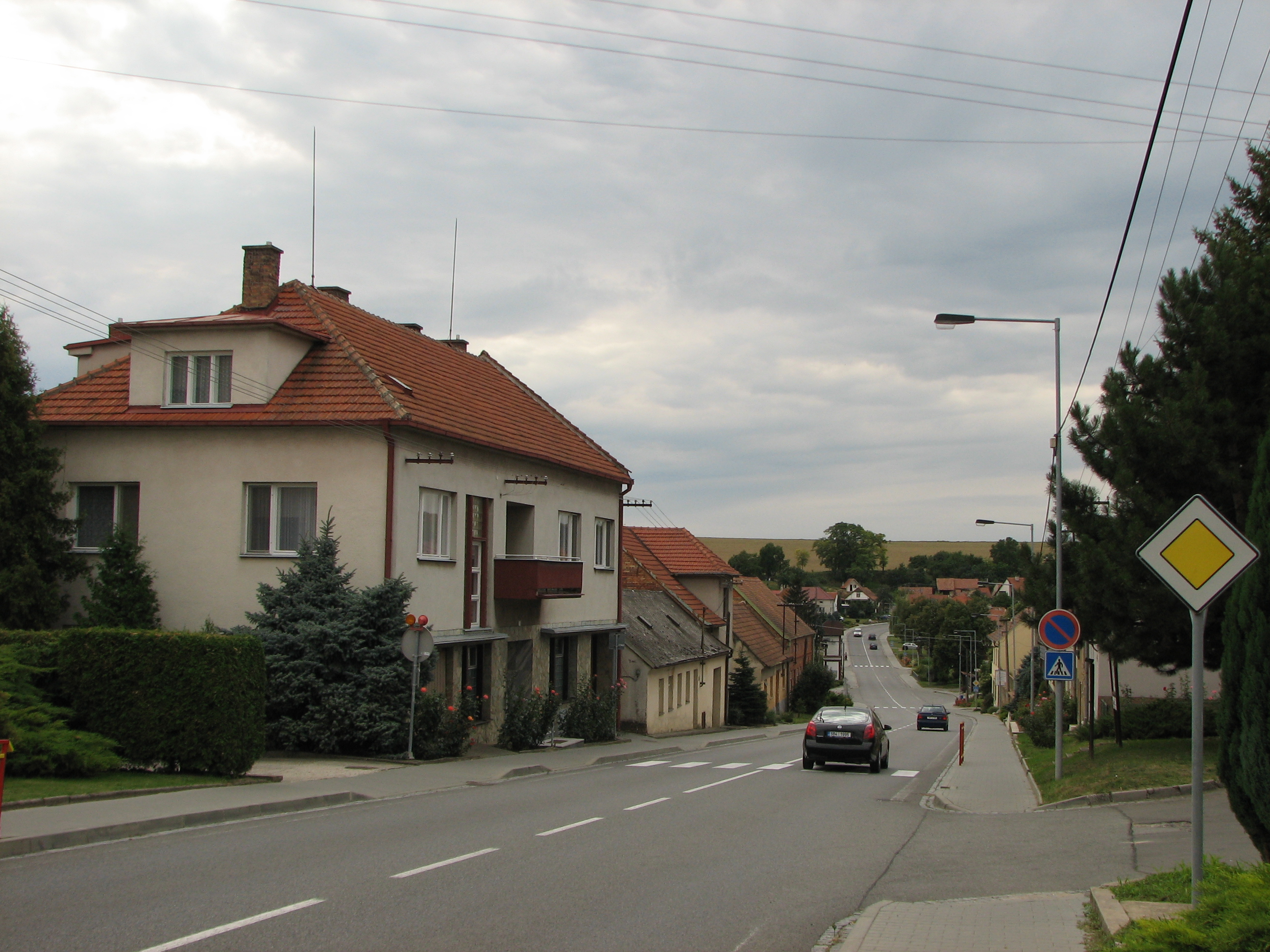
Hauptstraße